# Mackenzie (Colombie-Britannique)
Pour les articles homonymes, voir Mackenzie.
Mackenzie est une municipalité de district située dans la province de la Colombie-Britannique, dans le centre-est.